# Je bent niet hip
Je bent niet hip is een single uit 1967 van Patricia Paay; Ze was toen zeventien jaar en werd nog aangeduid met alleen Patricia. Je bent niet hip is een cover van Ein neues Spiel, ein neues Glück, dat in Duitsland in 1967 een 17e plaats in 18 weken haalde in de Duitse hitparade; zangeres was toen de Zweedse Siw Malmkvist. Arrangeur was Wim Jongbloed, toen ook bekend van The Cats. De muziekproducent John Möring heeft onder de naam Otto Maske de Nederlandse tekst geschreven.
Patricia Paay bracht de single in 1982 opnieuw uit.

## Hitnotering
Je bent niet hip werd twee keer uitgebracht op een single: in 1967 en 1982. Het eerste jaar stond Als dat zou kunnen op de B-kant, tijdens de tweede release Wat moet ik doen. Alleen in het eerste jaar van verschijnen bereikte de single de hitlijsten. 

### Nederlandse Top 40
| Positie: | 37 | 27 | 17 | 14 | 12 | 12 | 17 | 19 | 22 | 22 | 32 | 38 | uit |

### Muziek Expres
Je bent niet hip stond drie maanden in de Top 50 van Muziek Expres, die toen maandlijsten voerde.
- september 1967: plaats 35
- oktober 1967: plaats 14
- november 1967: plaats 29

### NPO Radio 2 Top 2000
Je bent niet hip stond alleen in 2000 in de NPO Radio 2 Top 2000, op plek 1840.

## Andere versies
- De VPRO liet in de jaren 1980 een Engelse versie horen als onderdeel van een medley met vertalingen van Nederpophits.
- Stiefkind nam het midden jaren 1990 op.
- Leticia Bal, percussioniste van de vrouwelijke salsaformatie Leticia y su Rumbadama, nam in 1998 een tweetalige bewerking op onder de titel No Tienes Swing.
- In april 2018 kwam Ingrii de Vlaamse Ultratop 50 binnen met haar versie.
- Ria Valk heeft dit lied ook gezongen.[bron?]